# Syngramma
Syngramma, rod papratnjača iz porodice bujadovki (Pteridaceae) rasprostranjen (16 vrsta) od Malezije do Filipina, Novoj Gvineji istočno do Fidžija i Palaua; sedam na Borneu. Točan taksonomski položaj unutar klade još je nesiguran...

## Vrste
1. Syngramma alismifolia (C. Presl) J. Sm.
2. Syngramma alta Copel.
3. Syngramma borneensis (Hook.) J. Sm.
4. Syngramma cartilagidens (Baker) Diels
5. Syngramma coriacea (Copel.) Holttum
6. Syngramma dayi (Bedd.) Bedd.
7. Syngramma grandis (Copel.) C. Chr.
8. Syngramma lobbiana (Hook.) J. Sm.
9. Syngramma magnifica (Copel.) Holttum
10. Syngramma minima Holttum
11. Syngramma quinata (Hook.) Carruth.
12. Syngramma spathulata (C. Chr.) Holttum
13. Syngramma trichophora Holttum
14. Syngramma valleculata (Baker) C. Chr.
15. Syngramma vittiformis J. Sm.
16. Syngramma wallichii (Hook.) Bedd.

Sinonimi:
- Callogramme Fée
- Craspedodictyum Copel.
- Toxopteris Trevis.
- Trichiogramme Kuhn